# Osvaldo Lara
Pour les articles homonymes, voir Lara.
Osvaldo Lara Cañizares, né le 13 juillet 1955 à La Havane où il meurt le 2 janvier 2024, est un athlète cubain, spécialiste du sprint.

## Biographie
Osvaldo Lara a été 5e au 100 m et 8e au 200 m des Jeux olympiques d'été de 1980. Il remporte le 100 m des Jeux de l'Amitié en 1984, d'un centième devant le Hongrois Attila Kovács.

## Palmarès
| Année | Compétition                                      | Lieu                       | Résultat | Épreuve   | Performance |
| ----- | ------------------------------------------------ | -------------------------- | -------- | --------- | ----------- |
| 1977  | Championnats d'Amérique centrale et des Caraïbes | Xalapa                     | 3e       | 100 m     | 10 s 63     |
| 1977  | Championnats d'Amérique centrale et des Caraïbes | Xalapa                     | 2e       | 200 m     | 21 s 13     |
| 1977  | Universiade                                      | Sofia                      | 3e       | 100 m     | 10 s 31     |
| 1977  | Coupe du monde des nations                       | Düsseldorf                 | 3e       | 4 × 100 m | 38 s 56     |
| 1978  | Jeux d'Amérique centrale et des Caraïbes         | Medellín                   | 2e       | 100 m     | 10 s 11     |
| 1979  | Coupe du monde des nations                       | Montréal                   | 1er      | 4 × 100 m | 38 s 70     |
| 1980  | Jeux olympiques                                  | Moscou                     | 5e       | 100 m     | 10 s 43     |
| 1980  | Jeux olympiques                                  | Moscou                     | 8e       | 200 m     | 21 s 19     |
| 1982  | Jeux d'Amérique centrale et des Caraïbes         | La Havane                  | 2e       | 100 m     | 10 s 26     |
| 1982  | Jeux d'Amérique centrale et des Caraïbes         | La Havane                  | 2e       | 200 m     | 20 s 94     |
| 1983  | Jeux panaméricains                               | Caracas                    | 2e       | 4 × 100 m | 38 s 55     |
| 1985  | Championnats d'Amérique centrale et des Caraïbes | Nassau                     | 2e       | 100 m     | 10 s 30     |
| 1986  | Jeux d'Amérique centrale et des Caraïbes         | Santiago de los Caballeros | 1er      | 4 × 100 m | 38 s 74     |

### Records
| Épreuve    | Performance | Lieu     | Date            |
| ---------- | ----------- | -------- | --------------- |
| 100 mètres | 10 s 11     | Medellín | 16 juillet 1978 |